# ジャン＝フィリップ・コラール
ジャン＝フィリップ・コラール（Jean-Philippe Collard, 1948年1月27日 マルヌ県マルイユ＝シュレー - ）は、アルフレッド・コルトーやサンソン・フランソワ亡き後に、同世代のミシェル・ベロフやパスカル・ロジェと並んで世界的に有名となったフランスのピアニストのひとり。

## 略歴
パリ音楽院にてピエール・サンカンに学ぶ。日本では、ガブリエル・フォーレ、クロード・ドビュッシー、モーリス・ラヴェルといった近代フランス音楽のピアノ曲の専門家としての知名度ばかりが高いが、世界的にはセルゲイ・ラフマニノフの卓越した解釈によっても知られている。ソリストとして世界各地で演奏旅行を続けているほか、各国の数々の名オーケストラとも共演を重ねている。また室内楽の演奏にも卓越した演奏と繊細鋭敏な感覚を発揮して評価が高い。2003年にレジオン・ドヌール騎士章を受勲した。なお、同姓のピアニスト、カトリーヌ・コラールとは互いに関係がない。